# Guerra contro Sigismondo
La guerra contro Sigismondo (in svedese: Kriget mot Sigismund) fu un conflitto tra il duca Carlo, futuro re Carlo IX di Svezia e Sigismondo, re di Svezia e di Polonia. Durata dal 1598 al 1599, fu anche chiamata Guerra di deposizione contro Sigismondo (Avsättningskriget mot Sigismund), dal momento che la ragione principale del conflitto fu il tentativo di deporre quest'ultimo dal trono di Svezia. La guerra portò infine alla deposizione di Sigismondo, mentre il duca Carlo ottenne prima il governo e in seguito anche il trono del paese scandinavo.

## Contesto storico
Quando Stefano I di Polonia morì nel 1586, Sigismondo Vasa, figlio di Giovanni III di Svezia e Caterina Jagellona, fu eletto re della Confederazione polacco-lituana, nel tentativo di continuare l'alleanza polacco-svedese e con lo scopo iniziale di contrapporsi a Ivan il Terribile. Contestualmente Sigismondo giurò di cedere l'Estonia alla Confederazione, sottoscrivendo i Pacta conventa.
Quando il re Giovanni III morì nel 1592, suo figlio Sigismondo, già re di Polonia dal 1587, ascese al trono svedese. 
Questo scatenò presto i primi conflitti. Il duca Carlo, il più anziano figlio vivente di Gustavo Vasa e di religione luterana, non approvò l'assunzione del trono da parte di Sigismondo, suo nipote e per di più di religione cattolica, per governare un regno che riteneva gli spettasse di diritto.
Dopo la sua incoronazione a re di Svezia il 19 Febbraio 1594, Sigismondo decretò che i parlamenti (Ståndsriksdagen) non si sarebbero più potuti convocare senza il preventivo consenso del re. Nonostante questo, Carlo convocò un riksdag degli Stati a Söderköping nell'autunno 1595, in cui riuscì a imporre la sua volontà per ottenere ciò a cui mirava: il duca fu infatti nominato reggente con il parere favorevole del Riksråd, il che significava che sarebbe stato egli a governare di fatto la Svezia insieme al Riksråd durante l'assenza del legittimo re dal regno.
Poco dopo, la nobiltà del regno di Svezia e Finlandia (in finlandese: Ruotsi-Suomi, in svedese: Sverige-Finland), guidata dal neo governatore nominato proprio da Sigismondo, l'ammiraglio Klaus Fleming, respinse queste decisioni. Essi simpatizzavano per il re e consideravano Carlo un semplice ribelle. Come contromossa, Carlo istigò  tra gli agricoltori della Ostrobotnia una ribellione contro Fleming e la nobiltà a lui fedele, la guerra dei Cudgel (o guerra dei club o dei bastoni; in finlandese: Nuijasota, in svedese: Klubbekriget). Fleming riuscì a sedare la rivolta, ma morì nel mese di aprile 1597. Circa nello stesso periodo, giunse nel regno una lettera dalla sede di Sigismondo in Polonia, nella quale si ribadiva che egli non avrebbe accettato Carlo come reggente. Il duca utilizzò quindi una tattica che suo padre aveva già impiegato con successo, vale a dire fingere le dimissioni dalla carica e sperare che il re non le accogliesse. Tuttavia, la risposta non fu quello che Carlo aveva sperato: il re accettò le dimissioni di Carlo e ripose il potere completo nel Riksråd.
Nonostante la difficile situazione, Carlo convocò nello stesso anno un altro parlamento illegale, questa volta nella città di Arboga. Solo uno dei Consiglieri del regno si presentò. La ragione era che il vero obiettivo di Carlo di deporre Sigismondo era ormai stato rivelato, e il popolo aveva compreso che si stava preparando una seria rivolta. Quando il duca Carlo minacciò i consiglieri assenti di severe rappresaglie, alcuni di loro persero il coraggio di opporglisi. Erik Gustavsson Stenbock, Arvid Gustavsson Stenbock, Erik Larsson Sparre, Erik Brahe e Sten Banér, per citare i più eminenti esponenti del Riksråd, si rifugiarono immediatamente presso Sigismondo.
Alla fine, come previsto, nel 1597 scoppiò la guerra civile. Il duca Carlo fu subito in grado di assumere abilmente il controllo di gran parte dei potenti castelli del paese, e in questo modo ottenne anche il controllo di quasi tutto il regno.
Più problematica per Carlo era la situazione in Finlandia, dove la vedova di Klaus Fleming conservava il possesso dello strategico Castello di Turku (in finlandese: Turun linna, in svedese: Åbo slott). Ma dopo una serrata guerra psicologica, Carlo e i suoi seguaci riuscirono infine a prendere la fortezza. Si dice che, quando il duca entrò nella cappella del castello e vide il corpo di Klaus Fleming che giaceva in una bara, abbia esclamato: « Se tu ora fossi stato vivo, la tua testa non sarebbe in grande sicurezza ». Al che la vedova di Fleming, Ebba Stenbock, si sarebbe avvicinata al duca rispondendo coraggiosamente: « Se mio marito fosse stato vivo, Vostra Grazia non sarebbe mai entrata qui dentro ».
Quando Sigismondo venne a sapere quello che era successo in Finlandia perse la pazienza. Il re non poteva più accettare le azioni irrispettose del duca Carlo e si accinse a utilizzare la forza.

## La "campagna delle salsicce" e la caduta di Kalmar
Nel febbraio 1598 Sigismondo mise insieme un esercito composto di soli 5 000 uomini, per lo più mercenari ungheresi e tedeschi. Inizialmente era stato proposto un esercito più grande, ma fu respinto da Sigismondo in quanto prevedeva la presenza di forze svedesi e il re preferì non rischiare di entrare in conflitto anche con loro.
Il re e i suoi consiglieri si attendevano sostegno militare dalla Finlandia e dall'Estonia svedese (patrie della nobiltà svedese precedentemente guidata dal barone Klaus Fleming). Speravano anche nell'aiuto del regno unito di Danimarca-Norvegia e delle fazioni pro-Sigismondo esistenti in Svezia. L'ambasciatore Samuel Łaski fu inviato in missione diplomatica presso questi paesi, ma la Danimarca non mostrò alcun interesse a offrire la sua partecipazione.
Nel mese di maggio, gli uomini di Sigismondo iniziarono la loro avanzata verso nord. L'esercito si riunì a Marienburg (l'odierna Malbork), dove il livoniano Jürgen Farensbach fu nominato comandante. L'esercito si sarebbe dovuto trasportare da Danzig (Danzica) in Svezia su navi svedesi, ma gli Stati del Regno di Svezia declinarono l'invito: rifiutarono di concedere a Sigismondo l'utilizzo delle loro navi fino a quando egli sarebbe rimasto al comando di un esercito straniero. C'era infatti un sospetto diffuso contro Sigismondo e i suoi guerrieri cattolici. Alla fine gli Stati promisero di proteggere il duca Carlo e gli altri che si sarebbero ribellati contro il re.
Dal momento che gli svedesi si erano rifiutati di collaborare per il trasporto, Sigismondo fu costretto ad acquistare o appropriarsi con la forza di un numero sufficiente di navi. Appena preso possesso di un centinaio di imbarcazioni, l'esercito fu in grado di iniziare la sua spedizione verso la Svezia. A causa di venti sfavorevoli, il viaggio attraverso il mare richiese molto più tempo del previsto. Di conseguenza divenne impraticabile l'opzione precedentemente concordata di un attacco coordinato tra le truppe finlandesi e i soldati polacchi di Sigismondo. I soldati finlandesi, comandati dal governatore Arvid Stålarm il Giovane, sbarcarono infatti nell'Uppland una settimana prima di Sigismondo. Mentre i finlandesi invadevano la provincia svedese, il duca Carlo era in marcia verso Kalmar: immediatamente si diresse verso Stoccolma per difendere la città.
Nel frattempo, tre leader protestanti, Nicolaus Olai Bothniensis, Laurentius Paulinus Gothus e Ericus Jacobi Skinnerus, tentarono di fermare i lealisti finlandesi di Sigismondo. I tre religiosi furono in grado di ottenere il sostegno degli agricoltori dell'Uppland e, dopo alcuni scontri di secondaria importanza, gli uomini di Stålarm preferirono ritirarsi. Questi erano inoltre minacciati dalla marina del duca Carlo, e fu loro ordinato di non farsi più coinvolgere da quel momento in nessuna grande battaglia. Questi scontri, seppur di scarso valore militare, sono rimasti famosi e spesso ricordati in Svezia con il curioso nome di Korvtåget (campagna o crociata delle salsicce), perché i contadini catturarono le borse dei soldati finlandesi, che trovarono piene di salsicce. La "campagna delle salsicce" fu comunque una vittoria minore per il duca Carlo. La più grande minaccia veniva da sud.
Alla fine di maggio 1598 Sigismondo sbarcò sul suolo svedese nei pressi di Avaskär, un minuscolo villaggio nel Blekinge, a sud di Kalmar. Il re esordì pacificamente con l'invio a Kalmar di Łaski al fine di avviare dei negoziati. Il suo compito era quello di convincere i comandanti della città ad aprire le porte al legittimo sovrano. Tuttavia, la missione diplomatica non portò da nessuna parte. A questo punto il re radunò i suoi soldati e marciò su Kalmar. L'esercito si fermò appena fuori dalla città. Il piano era quello di spaventare i comandanti e indurli a farlo entrare in città. Per rendere il suo messaggio ancora più terrificante, Sigismondo minacciò la città con pene severe e affermò che in caso di disobbedienza avrebbe privato la nobiltà della città dei suoi figli. La propaganda funzionò bene e Sigismondo fu in grado di fare il suo tanto agognato ingresso a Kalmar il 1º agosto.

## Gli eventi decisivi - Anno 1598
Dopo la caduta di Kalmar, il duca Carlo si trovò ad affrontare tutta una serie di nuovi pesanti problemi. L'esercito della Corona polacca attirò nuove leve svedesi mentre Stoccolma, priva di adeguata difesa militare, fu presa facilmente con l'aiuto della nobiltà e degli ufficiali del Götaland. Dopo questo evento, la cavalleria dell'Uppland si unì a Sigismondo, e nuove forze furono mobilitate alla causa del re in Finlandia ed Estonia.
Nel frattempo si muovevano anche le diplomazie del continente. Un gruppo di inviati provenenienti dal Brandenburgo, dalla Prussia e dal Meclemburgo, iniziarono una spola di tre settimane avanti e indietro tra il duca Carlo e gli acquartieramenti di Sigismondo, cercando di salvaguardare la pace. Nonostante gli sforzi essi non riuscirono nell'intento. L'11 agosto Sigismondo navigò con la sua fanteria fino al Castello di Stegeborg. La cavalleria si diresse verso la stessa meta via terra. A questo punto la situazione di Carlo non era certo delle migliori. Gli unici spiragli luminosi erano la recente fuga di Göran Nilsson Gyllenstierna, l'ex comandante di Stoccolma, dalla città, e il rifiuto della marina svedese di unire le proprie forze a quelle polacche.
Intanto Łaski aveva preso anche il Castello di Stoccolma e Sigismondo poteva ora vantare il pieno controllo della città, la chiave per la Svezia. Tuttavia, durante la navigazione Sigismondo e la sua flotta furono colpiti da una violenta tempesta: centinaia di uomini furono sbalzati in mare e perirono. Questo incidente cambiò radicalmente la situazione. Improvvisamente il re si trovava in una posizione pericolosamente esposta. Il 22 agosto sbarcò a Stegeborg con solo 100 uomini, in una posizione oltretutto aggravata dalla presenza dell'esercito di Carlo accampato nelle immediate vicinanze. A parziale consolazione di Sigismondo, il resto dei suoi uomini aveva comunque preso il controllo delle fortezze di Älvsborg, di quella di Gullberg e di altre parti del paese. Nella zona intorno Stegeborg, il duca Carlo si era invece ritirato a Linköping, da dove era in grado di bloccare i rifornimenti alle truppe di Sigismondo. Il re, dal canto suo, poteva ora contare in tutto su circa 4/5 000 uomini in armi, grazie al supporto delle truppe che lo avevano raggiunto dopo la sua sfortunata navigazione.
Il 28 agosto, il duca Carlo e i suoi uomini uscirono da Linköping e si accamparono al Castello di Mem, a un paio di chilometri a nordovest di Stegeborg, mentre i negoziati tra le parti riprendevano. Il duca chiese risposte chiare da parte di Sigismondo alle sue rivendicazioni, richiesta che il re interpretò come il preludio di un attacco imminente. Il suo esercito era in una trappola, ma egli poteva contare sull'aiuto delle altre forze dislocate altrove. A Hans Vejer, uno dei suoi comandanti, fu ordinato di attaccare gli svedesi ribelli alle spalle, da ovest; un altro comandante, Farensbach, schierò le sue forze in ordine di battaglia di fronte al nemico. La reazione di Carlo fu immediata e la mattina dell'8 settembre attaccò Sigismondo nella battaglia di Stegeborg. Le truppe di fanteria mercenaria del re ebbero facilmente facilmente ragione dei circa 7 000 uomini scarsamente addestrati del duca, mentre la cavalleria polacca li mise disordinatamente in fuga. Ciò provocò il panico tra i ribelli, causando pesanti perdite tra le loro file. Contrariamente al parere dei suoi consiglieri, il re decise di fermare l'attacco (il suo obiettivo era infatti quello di acquisire la corona svedese e non uno sterminio), consentendo il ritiro delle truppe svedesi.
Gli svedesi sconfitti si ritirarono rapidamente al campo presso il castello di Mem. Le perdite ammontavano a soli 300 uomini, ma la perdita di prestigio di Carlo era stata enorme. A ciò si aggiungeva l'umiliazione subita per il comportamento magnanimo di Sigismondo che aveva risparmiato i suoi uomini. La pressione sul duca crebbe così tanto che il normalmente testardo Carlo cominciò a meditare di rinunciare e fuggire dal paese con la sua famiglia. Alcuni alti ufficiali riuscirono tuttavia a convincerlo a rimanere.
I negoziati ripresero e fu concordato un cessate il fuoco di due giorni. Durante quei due giorni, si assisté a un gran numero di manovre in entrambi gli schieramenti. Sigismondo convocò altri soldati dalla Polonia ma nello stesso tempo la marina svedese navigò verso la costa. Fino a quel momento le navi scandinave, comandate da Joachim Scheel, erano rimaste ancorate al largo di Stegeborg. A causa di venti sfavorevoli, infatti, non erano state in grado di avvicinarsi. Ma una volta giunta sulla costa la marina, la fortuna di Carlo girò di nuovo. Dal momento che Scheel aveva portato con sé un numero consistente di nuove forze e le sue navi bloccavano i rinforzi per Sigismondo dalla Polonia, Carlo poté alzare la posta in gioco nei negoziati.

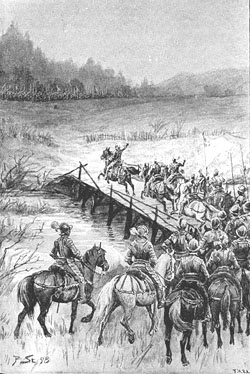
Pittura della Battaglia di Stångebro. Artista sconosciuto.

Sigismondo si sentì insopportabilmente minacciato e considerò il blocco navale come una formale dichiarazione di guerra. Per questo motivo, lui e i polacchi lasciarono Stegeborg il 20 settembre a marciarono su Linköping. L'esercito del duca Carlo lo seguì immediatamente. La notte del 25 settembre distaccamenti minori ebbero delle schermaglie tra loro.
La mattina del 25 settembre 1598, gli eserciti si scontrarono in un importante impegno campale nella battaglia di Stångebro. Carlo si offrì ancora una volta di colloquiare, ma nel frattempo attaccò nella nebbia, mentre gli uomini di Sigismondo si stavano ritirando al loro campo, col risultato che solo i mercenari furono coinvolti nella lotta poiché i suoi svedesi a quel punto si rifiutarono di combattere. Il duca Carlo ottenne così una vittoria decisiva che costrinse Sigismondo ad accettare duri termini di resa. Carlo pretese che il re reinviasse in patria tutto il suo esercito, mentre lui stesso sarebbe dovuto rimanere per attendere un Parlamento. Inoltre, un certo numero di svedesi che si era inizialmente schierato con Sigismondo, compresi i suoi sostenitori nel Riksråd, furono catturati e imprigionati. Questi furono successivamente giustiziati nel Linköpings blodbad (il Bagno di sangue di Linköping), il 20 marzo 1600.
L'accordo fu suggellato con una cena tra Carlo e Sigismondo nel Castello di Linköping. Il re, intollerabilmente sotto pressione, temendo per la sua vita una volta rimasto senza il suo esercito e dopo aver capito di aver perso anche la battaglia politica, fuggì nel corso dei successivi giorni in Polonia.
Mentre il trattato di pace veniva firmato a Linköping, nella provincia di Dalarna il conflitto era ancora in corso. Qui, un balivo pro-Sigismondo, Jacob Näf, aveva cercato di sollevare i dalecarlici contro il duca Carlo. Nel caos che ne seguì, Näf fu giustiziato, e i dalecarlici intrapresero la cosiddetta campagna di Näf (Näftåget), bruciando, saccheggiando e uccidendo fino a Brunnbäck. Nel Västergötland, Carl Carlsson Gyllenhielm, figlio illegittimo del duca Carlo, sconfisse infine la rivolta.

## Gli eventi del 1599
Il re intanto pianificava di ritornare in Svezia, cosa che risollevò il morale tra i suoi seguaci. Tuttavia, questi piani non furono mai messi in pratica. La guerra nel paese invece continuò ancora per un paio di mesi, con Carlo che cercava di riconquistare le città ancora fedeli a Sigismondo. Il duca iniziò con la nomina di un nuovo governo per la città di Stoccolma. Poi accusò i borghesi colpevoli, egli sostenne, di non aver difeso a sufficienza la città. Tutto si risolse con l'incarcerazione di un gran numero di persone, tra le quali l'arcivescovo Abraham Angermannus, che avevano sostenuto Sigismondo.
Successivamente le forze svedesi, guidate da Carl Carlsson Gyllenhielm, marciarono verso Kalmar con l'intento di assediare la città. Johan Larsson Sparre difese strenuamente le mura e il castello, nella speranza che il re sarebbe presto tornato in Svezia. Ma non ricevette alcuna assistenza e, la notte tra il 1º e il 2 marzo, la città fu presa d'assalto. A Gyllenhielm e Samuel Nilsson fu ordinato di attaccare la porta nord. Il duca Carlo condusse personalmente l'attacco alla porta occidentale. Dopo una lotta breve e violenta, i suoi uomini riuscirono a scalare le mura. Dal momento che i soldati si diedero subito al saccheggio della città, tuttavia, la possibilità di catturare il castello di Kalmar nello stesso assalto fu perduta.
Nei giorni successivi, i difensori del castello si dimostrarono molto più tenaci del previsto. Johan Larsson Sparre mantenne gli svedesi 
a distanza e, infine, arrivarono sei navi polacche. Queste, tuttavia, furono respinte da quattro piccole navi svedesi e dal fuoco di artiglieria sparato dalle batterie della città. Quando le navi polacche furono neutralizzate, terminò la speranza di successo per gli uomini all'interno del castello, che si arresero il 12 maggio. Johan Larsson Sparre e i suoi più stretti collaboratori, tra cui Christoffer Andersson Strale e Lars Andersson Rålamb, furono catturati.
Dopo l'assalto e la cattura di Kalmar, l'epicentro della guerra si trasferì in Finlandia. Roccaforte dopo roccaforte essa cominciò ad essere conquistata nel mese di luglio. In un primo momento, furono Hans Klasson Bielkenstierna e Peder Stolpe a condurre i combattimenti contro i seguaci di Sigismondo, ma il 19 agosto il duca Carlo assunse personalmente il comando. Con l'aiuto della marina schiacciò le ultime resistenze e, entro settembre, tutti i seguaci di Sigismondo erano scappati, erano stati arrestati o giustiziati, ad esempio, nel bagno di sangue di Åbo (in svedese Åbo blodbad, in finlandese Turun verilöyly) del 10 novembre 1599.

## Risultato e conseguenze
Il 24 luglio 1599 Sigismondo era già stato ufficialmente deposto dal trono di Svezia da un Parlamento, Riksdag, tenutosi a Stoccolma. Gli furono dati sei mesi di tempo per comunicare se volesse mandare in Svezia suo figlio, il principe Ladislao di Polonia, come suo successore, a condizione che il ragazzo si fosse però convertito alla fede evangelica. In caso contrario, gli Stati avrebbero cercato un nuovo re.
Nel febbraio del 1600, il duca Carlo convocò gli Stati del Regno a Linköping. Dal momento che Sigismondo non aveva fornito alcuna risposta, gli Stati il 24 elessero Carlo come re, col nome di Carlo IX di Svezia. La sua elezione a re ad ogni modo venne ufficializzata solo il 22 marzo 1604 che è la prima data in cui ufficialmente egli viene indicato come sovrano, ma non venne incoronato poi sino al 15 marzo 1607. Le conseguenze per coloro che avevano sostenuto Sigismondo furono devastanti. Il più eminenti tra loro furono infatti uccisi dal nuovo re nel già citato "bagno di sangue di Linköping".
Tra l'inverno e la primavera del 1600, il neo re occupò anche la parte svedese dell'Estonia, i cui reggenti avevano mostrato simpatie verso Sigismondo. L'invasione da parte di Carlo della Livonia portò poi a una serie di guerre con la Polonia, a partire dalla seconda guerra polacco-svedese.